# 大阪府立西寝屋川高等学校
大阪府立西寝屋川高等学校（おおさかふりつ にしねやがわこうとうがっこう、英称：Osaka Prefectural Nishineyagawa High School）は、大阪府寝屋川市葛原二丁目にある公立高等学校。

## 概要
全日制普通科を設置している。高校生急増対策として1980年に開校した。開校当時、校舎建設が間に合わずプレハブ校舎でスタートとなる。プールや体育館も開校時にはなかった。2年目にプールと体育館が、継ぎ足し建築で3年目に校舎全体が完成した。
1991年にはカナダオンタリオ州オークビル市・ブレイクロック高校と姉妹校締結を実施している。

## 沿革
- 1979年3月12日 - 府議会にて府立第130高等学校（仮称）の建設予算を議決する
- 1979年11月10日 - 校地の造成工事着工。この日を創立記念日とする
- 1980年1月1日 - 条例に基づき設置
- 1980年1月8日 - 大阪府立寝屋川高等学校に開設準備室を設置
- 1980年4月11日 - 開校
- 1980年9月30日 - 校舎（第1期工事）竣工
- 1980年10月12日 - 仮設のプレハブ校舎から新校舎への移転完了
- 1981年9月30日 - 新校舎（第2期工事）竣工
- 1991年 - ブレイクロック高校と姉妹校締結

## 校歌
- 阪口馨作詞／山本丈晴作曲

## 出身者
- 田所諒（サッカー選手）
- 大端絵里香（タレント）
- 牛丸ありさ（yonige、ボーカル・ギター）
- 楠本美帆（YouTuber、モデル）
- 奥野壮（俳優）
- 藤吉夏鈴（アイドル、櫻坂46のメンバー）

## 交通
- 京阪本線寝屋川市駅から京阪バスに乗車、対馬江バス停下車。
- 寝屋川市駅より北西へ約2.4km。